# Sismo das Ilhas Salomão de 2007
O Sismo das Ilhas Salomão de 2007 foi um sismo ocorrido em 2 de abril de 2007 perto da ilha de Gizo, nas Ilhas Salomão. A sua magnitude foi calculada pela United States Geological Survey (USGS) em 8.1 graus na escala de Richter.
Segundo a USGS, o sismo foi registado cerca das 7:39 da manhã, hora local (UTC+11). O hipocentro foi localizado a 10 km de profundidade e a 40 km a SSE da cidade de Gizo, nas ilhas da Nova Geórgia, na província Ocidental. Após o primeiro abalo sísmico houve múltiplas réplicas, chegando aos 6,2 na escala de momento-magnitude.
Em 2 de abril de 2007, como consequência do sismo e em questão de minutos, imponentes muros de água que, segundo algumas fontes, alcançaram até 10 metros de altura se precipitaram contra as ilhas da Província Ocidental, matando 52 pessoas e deixando outras 6000 desalojadas. O tsunami chegou à Papua-Nova Guiné, com uma família de cinco pessoas alegadamente desaparecida de uma remota ilha na província de Milne Bay, que estava no caminho do tsunami. Gizo, população costeira de cerca de 7000 habitantes, foi a população mais afetada. Treze aldeias de da ilha de Gizo foram completamente arrasadas por um muro de água (tsunami) de 5 metros de altura.
A força do sismo elevou mais de 2 metros a ilha de Ganongga.